# 金川の森
金川の森（かねがわのもり）は山梨県笛吹市一宮にある都市公園。
山梨市にある万力公園と同様に、川沿いに整備された人工林内部に遊具や人工池がある。しかし、当公園は金川の両岸に整備されている。

## 右岸公園設備
上流より

### 県道211号線より上流
- 甲斐国分尼寺(園外)
- 甲斐国分寺跡(園外)
- 甲斐国分寺(園外)
- 散策路
- 自転車道
- 立体遊具広場
- 小型遊具広場
- 経塚古墳
- BBQ場
- 人工池(軽鴨への餌やり、水遊び)
- 管理室
- 駐車場

### 県道211号線より下流
- サクラのもり
- 金川サイクリングロード
- 一宮商業地域
- 国道20号
- ふれあいの森

## 左岸公園設備

### 県道211号線より上流
- 中央自動車道
- 四ツ塚古墳群第25号墳
- 四ツ塚古墳群第24号墳
- 散策路
- 中央自動車道一宮御坂インターチェンジ料金所
- 駐車場

### 交通公園
- 変形自転車を有料で貸し出ししていて、その自転車で内部の道路を走行できる。園内には信号機や標識も設置されているので、それに従う必要がある。
- 遊具も設置されている。
- かつては、手動の鉄道も走行していたので、線路や踏切の跡が残っている。

### 県道211号線立体交差より下流
- 竹原田一号墳
- サイクリングロード
- 国道20号坪井立体
- 坪井工業団地
- ゲートボール場
- カブトムシの森

## 周辺施設
- 中央自動車道一宮御坂インターチェンジ
- 坪井工業団地
- 一宮温泉病院
- 笛吹川サイクリングロード(山梨県道417号市川三郷山梨自転車道線・笛吹橋通過後合流)
- 石和温泉郷

### 商業地域
国道20号勝沼バイパスの両側に位置する。
数件の飲食店と多くの小売店が存在する｡なお、多車線道路沿いなのでバイパスとの出入りは出来ず、脇道との出入りのみできる。

## アクセス
- 中央自動車道一宮御坂インターチェンジより白バイ訓練所前信号を右折。

西関東道路上岩下ランプ下車後左折して15分、国道20号坪井立体の先の白バイ訓練所前信号を左折。
正面に左岸駐車場あり。左折して橋を渡ると右岸駐車場、一宮商業地域の駐車場あり。
- 笛吹市営バス国分寺公民館前又はイツモア一宮店で下車徒歩5分